# Amama (filha de Abul Aas ibne Rabi)
Amamah ou Umamah foi, de acordo com as tradições sunitas, uma neta do profeta Maomé.

## Família
Cadija, viúva com quarenta anos de idade, casou-se com Maomé, e teve dois filhos homens, Alcacim e Abedalá, que morreram ainda crianças, e quatro filhas, Zainabe, Rocaia, Um Cultum e Fátima.
De acordo com fontes xiitas, Fátima foi o único de todos filhos de Maomé que sobreviveu.
Zainabe foi a filha mais velha de Maomé, e nasceu no quinto ano de seu casamento, quando ele tinha trinta anos de idade. Zainabe converteu-se ao Islão e casou-se com seu primo Abul Aas bin Rabi.
Zainab foi ferida pelos Qureysh durante a migração para Medina, sofreu muito pela ferida, até morrer no oitavo ano da Hégira. Seu marido converteu-se, e juntou-se a ela em Medina. Eles tiveram um filho, Ali, e uma filha, Amamah.

## Hádice sobre Amamah
É frequente ler uma hádice sobre uma menina cavalgando logo atrás do Profeta Maomé: esta menina é Amamah, que viveu bastante tempo após a morte de Maomé.
Conforme o texto de Al-Bukhari, citando Abu Qatadah, O mensageiro de Alá veio até nos carregando Umamah, filha de Abi Al'As, nos ombros. Ele rezou, e quando ele quis se prostrar, colocou-a no chão, e quando ele se levantou, pegou-a de novo.

## Vida adulta
Ali casou-se como Amamah depois da morte da sua primeira esposa Fátima, por desejo da própria Fátima.
Segundo uma fonte, Amamah não teve filhos com Ali. Segundo outra fonte, Umamah bint Abil-`as e Ali tiveram um filho, Muhammad al-Awsat, que foi martirizado no campo de Batalha de Carbala.
Depois da morte dele, Amamah casou-se com Hadhrat Mughirah bin Naful, com quem, provavelmente, teve um filho, Yahya. Ela morreu no ano 50 da Hégira.